# Peyman Keshavarz
Peyman Keshavarz Nazarloo (persisch پیمان کشاورزی نظرلو, * 3. März 1995 in Schabestar, Iran) ist ein iranischer Fußballspieler.

## Karriere
Er begann an der Akademie des iranischen Teams Tractor Sazi. Er wurde 2014 in die erste Mannschaft befördert und bestritt ein Spiel. Er spielte fünf Jahre im Iran bei Tractor Sazi, Machine Sazi FC, Esteghlal Ahvaz und Gostaresh Foulad.
2019 trat er dem aserbaidschanischen Verein Sumgayit PFK bei und wurde nach einem halben Jahr entlassen.
Anfang 2020 wurde er von Səbail FK verpflichtet und 17 mal eingesetzt. Im März 2021 kehrte Keshavarz durch einen Wechsel zu seinem Debütverein Tractor Sazi in den Iran zurück.
Seit November 2021 ist Keshavarz vereinslos.

## Erfolge
Traktor Sazi Täbris
- Persian Gulf Pro League: 2014/15 (Zweiter)

Sumgayit PFK
- Aserbaidschanischer Pokal: 2018/19 (Zweiter)